# Vaste oplossing

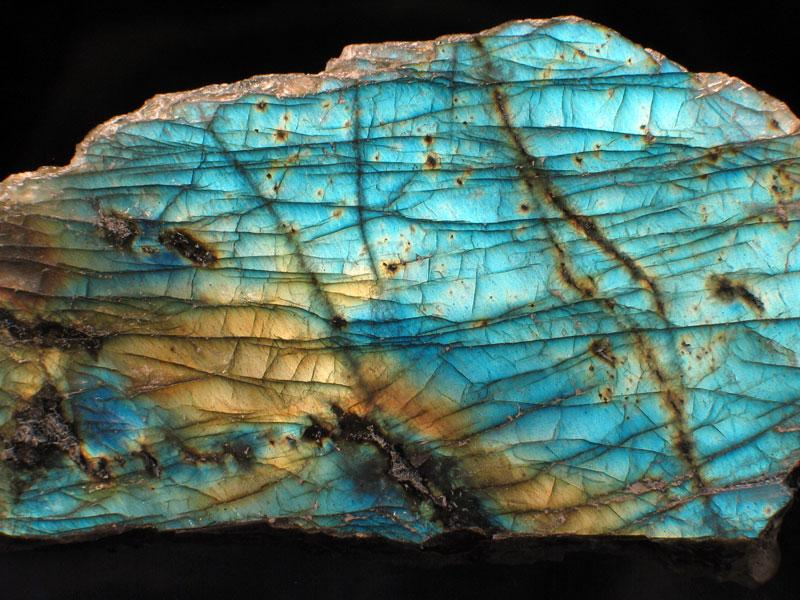
Veel natuurlijke mineralen, zoals het getoonde labradoriet, zijn vaste oplossingen van twee of meer chemische verbindingen. Labradoriet heeft de chemische formule (Ca,Na)(Si,Al)_{4}O_{8}, waarbij de twee komma's aangeven dat de twee kationen in variabele relatieve concentraties kunnen voorkomen.

Figuur 1: Een binair fasediagram (een fasediagram van twee chemische verbindingen) waarin dezelfde vaste oplossing bij alle relatieve concentraties voorkomt.

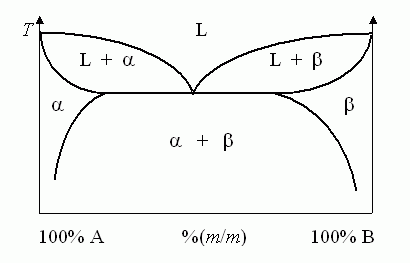
Figuur 2: Een fasediagram waarin twee vaste oplossingen voorkomen: α en β.

Een vaste oplossing of mengkristal (Engels: solid solution) is een oplossing van een of meer opgeloste stoffen in een solvent, waarbij alle stoffen in de vaste fase verkeren. Een dergelijk mengsel van kristallijne stoffen wordt als een oplossing gezien en niet als een chemische verbinding wanneer:
1. het kristalrooster van het solvent niet verandert als gevolg van de toevoeging van de opgeloste stoffen;
2. het mengsel in een enkele fase blijft, wat inhoudt dat er geen ontmenging plaatsvindt.

## Toepassingen
Omdat mengsels vaak betere eigenschappen hebben dan pure materialen, worden veel vaste oplossingen gebruikt voor industriële toepassingen. Veel legeringen zijn bijvoorbeeld vaste oplossingen. In sommige vaste oplossingen kan een kleine verandering in de relatieve concentraties van de opgeloste stoffen of het solvent drastische veranderingen in de elektrische of fysische eigenschappen van het materiaal betekenen.

## Mechanisme
Aan de bovengenoemde twee voorwaarden kan worden voldaan als deeltjes van de opgeloste stoffen deeltjes in het kristalrooster van het solvent vervangen (substitutie) of juist als interstitieel-defect op lege plekken in het kristalrooster van het solvent gaan zitten, zogenaamde interstitiële holten. In beide gevallen veranderen de eigenschappen van het materiaal, omdat het kristalrooster vervormd wordt en de fysische en elektrische homogeniteit van het materiaal verstoord wordt.
Niet elk mengsel van twee kristallijne stoffen zal een vaste oplossing vormen. De reden hiervoor is dat de deeltjes van het oplosmiddel in het kristalrooster van het solvent moeten passen. Sommige kristallijne stoffen vermengen zich slechts bij bepaalde concentraties of bij bepaalde temperaturen. Of twee kristallijne stoffen een vaste oplossing kunnen vormen, ligt aan de chemische, kristallografische en kwantummechanische eigenschappen van de betrokken stoffen. Volgens de regels van Hume-Rothery kan zich een vaste oplossing vormen als de opgeloste stof en het solvent:
- vergelijkbare atomaire radii hebben (minder dan ongeveer 15% verschil);
- vergelijkbare elektronegativiteit hebben;
- vergelijkbare valentie hebben.
- vergelijkbare kristalstructuren hebben;

### Symmetrieverwantschap
Het laatste kan nog verder worden gepreciseerd: de twee kristalstructuren moeten dezelfde symmetrie bezitten. Indien dat niet het geval is, is in de regel een continue mengreeks niet mogelijk. In uitzonderlijke gevallen kan er een fasenovergang van de tweede orde optreden tussen beide extremen. De symmetrie verandert dan wel, maar deze verandering moet volgens de Landau-theorie van tweede orde fasenovergangen aan een aantal stringente vereisten voldoen:
- de ene symmetriegroep moet een subgroep zijn van de andere
- de symmetrieverandering moet transformeren als één enkele irreduceerbare voorstelling van de hogere symmetriegroep
- de voorstelling moet geen invariant van de derde orde bezitten
- indien de voorstelling meerdimensionaal is en er meer dan één invariant van de vierde orde is, moet de symmetrieverlaging de som van de vierde orde termen minimaliseren; dit leidt vaak tot meer dan één zusteroplossingen.

## Vaste oplossingen in fasediagrammen
Het fasediagram in figuur 1 kan bijvoorbeeld een legering van twee metalen zijn (α en β). Bij elke relatieve concentratie van de twee metalen wordt een vaste oplossing gevormd. In dit geval zal de pure fase van de twee metalen (100% α of 100% β) dezelfde kristalstructuur hebben en de twee soorten atomen vergelijkbare eigenschappen, waardoor onbeperkt substitutie kan plaatsvinden in het kristalrooster, onafhankelijk van de relatieve concentraties.
Het fasediagram van figuur 2 laat een tweetal stoffen zien die niet onder alle omstandigheden dezelfde vaste oplossing vormen. Aan de ene kant van het diagram bevindt zich een gebied met een letter α, waar de stof α als solvent dient en de stof β in α oplost. Aan de andere kant bevindt zich een gebied β, waar stof β als solvent dient en α in β oplost. Het grote gebied in het midden tussen de twee gebieden in (α + β) is geen vaste oplossing. In dat gebied vormen zich twee vaste fases naast elkaar. Als een dergelijk materiaal onder de microscoop bekeken wordt, zullen de twee fasen als korrels of lamellae te zien zijn.
Uit figuur 2 blijkt ook dat als de concentratie of temperatuur van bepaalde mengsels verandert, er een overgang van een naar twee fasen kan plaatsvinden. Dit proces heet exsolutie of ontmenging en kan herkend worden door het vóórkomen van lamellae. Een voorbeeld is perthiet, een afwisseling van twee typen veldspaat (witte albiet en roze microclien) in dunne banden.